# Акротомофілія
Акротомофілія (від давньогрец. Ἄκρον — кінцівка + τομή — розрізання, розсічення, відсікання + φιλία — потяг) — сексуальна девіація, що відрізняється посиленим сексуальним потягом до людей з ампутованою кінцівкою.
Детальний опис акротомофіліі, з клінічними прикладами, міститься в книзі американського сексолога Джона Мані, який придумав цей термін у 1977.